# امپراتور شیان‌فنگ
امپراتور شیان‌فنگ (۱۷ ژوئیه ۱۸۳۱ – ۲۲ اوت ۱۸۶۱) نهمین امپراتور دودمان چینگ و هفتمین فرمانروای این سلسله بود که از ۱۸۵۰ تا ۱۸۶۱ میلادی بر کلیه چین حکومت می‌کرد.
امپراتور شیان‌فنگ در سال ۱۸۵۰ در سن ۱۹ سالگی به حکومت رسید. او کشوری را تحویل گرفته بود که هم از داخل و هم خارج در حال رکود و فنا بود. وی در ابتدای سلطنت خود، با شورش‌های متعددی مواجه شد. در دسامبر ۱۸۵۰ میلادی، شورش تایپینگ آغاز شد. سال بعد، شورش نین در شمال چین شروع شد. ارتش چینگ که در مواجه با این قیام‌ها نتوانست عملکرد خوبی از خود نشان دهد، متحمل شکست‌های بسیار شد.
در همین حال، جنگ دوم تریاک نیز آغاز شد که در نهایت با شکست چین و تسلیم تعدادی از بنادر این کشور به دولت‌های اروپایی به اتمام رسید.